# عباسی (نام خانوادگی)
عباسی (منسوب به عباس) از نام‌های خانوادگی است و منظور از آن می‌تواند یکی از این افراد باشد:
- فریدون عباسی
- محمد عباسی
- حسن عباسی (سخنران)
- اسداله عباسی
- علیرضا عباسی
- رضا عباسی
- مجید عباسی
- میثم عباسی
- علی عباسی (تهیه‌کننده)
- شهاب عباسی
- گلاره عباسی
- فروغ عباسی